# Бифенилинданон А
Бифенилинданон А (устаревшие названия — BINA, LLS-193,571) — исследуемое лекарство, потенциально относящееся к группе антипсихотиков. Является мощным и селективным положительным аллостерическим модулятором для метаботропных глутаматных рецепторов mGluR2.

## Результаты исследований
В исследованиях на животных, наблюдался анксиолитический и антипсихотический эффект. Препарат блокирует эффекты, вызываемые галлюциногенным препаратом DOB. Поэтому бифенилинданон А и некоторые другие селективные mGluR2-положительные модуляторы были предложены как препараты нового класса для лечения шизофрении. Эти препараты могут иметь превосходящие свойства по сравнению с традиционными антипсихотиками.
Отмечено, что препарат уменьшает самостоятельное употребление кокаина у крыс, не влияя на самостоятельное употребление пищи, и, в отношении этого различия, превосходит агонист mGluR2/3 LY-379,268.